# 平河天満宮
平河天満宮（ひらかわてんまんぐう）は、東京都千代田区平河町にある神社（天満宮）。

## 祭神
- 主祭神
  - 贈太政大臣贈正一位菅原朝臣道真公[注釈 1]
- 相殿
  - 誉田別命（八幡宮）
  - 徳川家康公（東照宮）

## 歴史
創建は文明10年（1478年）江戸平河城城主太田道灌が、菅原道真の霊夢により城内の梅林坂上に当社を創建した。天正18年（1590年）徳川家康が江戸入城後、本丸築造に当たり上平河村に奉遷した。さらに慶長11年（1606年）に、徳川秀忠が江戸城増築に伴い現在地に奉遷された。紀州尾張両徳川家、彦根藩井伊家の祈願所になり、新年の賀礼には、宮司は将軍に単独拝謁できる格式の待遇を受けていた。
蘭学者・高野長英の大観堂学塾は平河天満宮のすぐ裏手にあったので、高野長英はよく参拝に訪れた。また、江戸時代の盲目の国学者、塙保己一（はなわほきいち）も平河天満宮の熱心な信者で、平河天満宮に祈願しながら『群書類従』を完成させた。塙保己一の住まいの和学講習所は、現在の千代田区三番町24にあった。
火災による十数度の類焼を被っており、1923年（大正12年）の関東大震災、1945年（昭和20年）の戦災ではほとんどの施設を焼失していた。戦後、仮社殿にて祭祀を執り行っていたが、1969年（昭和44年)に本殿が再建された。学問に心を寄せる人々は、古来より深く信仰し、目高い盲目の学者塙保己一や蘭学者高野長英等の逸話は、今日にも伝えられている。現在も学問特に医学や芸能、商売繁盛の祈願者が多くいる。

## 境内社
- 三殿宮[4]
  - 大鳥神社 - 日本武尊命（やまとたけるのみこと）
  - 塩神社 - 豊斟渟神（とよくむぬのかみ）
  - 浅間神社 - 木花開耶姫命（このはなさくやひめのみこと）
- 平河稲荷神社 - 宇迦之御魂神（うかのみたまのかみ）

## 祭事
- 1月1日 - 歳旦祭
- 1月25日 - 初天神
- 3月 - 梅花祭
- 4月25日 - 例大祭
- 6月30日 - 大祓式
- 7月7日 - 七夕祭
- 8月 - 夏祭
- 10月 - 平河稲荷神社例大祭
- 11月15日 - 七五三祭
- 12月31日 - 大祓式・除夜祭
- 毎月1日・25日 - 月次祭

各行事ごとに、御朱印が発行される。例大祭では、境内に屋台が並ぶ。七夕祭では、短冊と笹が出されて、願い事が書くことができる。

## 文化財

### 有形文化財（区指定）
- 銅鳥居（建造物）[6] - 1994年（平成6年）4月指定

### 有形民俗文化財（区指定）
- 力石（天竜石）[7] - 1993年（平成5年）4月指定
- 狛犬[7]  - 1995年（平成7年）4月指定
- 百度石  - 2004年（平成16年）3月指定
- 常夜灯  - 2005年（平成17年）4月指定
- 石臼  - 2010年（平成22年）4月指定

## 現地情報
所在地
- 東京都千代田区平河町1-7-5[1]

交通アクセス
- 最寄駅：半蔵門線「半蔵門駅」下車後、徒歩約1分（一番出口）
- 最寄駅：有楽町線「麹町駅」下車後、徒歩約3分（一番出口）